# Hrabstwo Washington (Minnesota)
Hrabstwo Washington (ang. Washington County) – hrabstwo w stanie Minnesota w Stanach Zjednoczonych. Hrabstwo zajmuje powierzchnię 1096 km². Według szacunków United States Census Bureau w roku 2010 liczyło 238 136 mieszkańców. Siedzibą administracyjną hrabstwa jest Stillwater.

## Miasta
- Afton
- Bayport
- Birchwood Village
- Cottage Grove
- Dellwood
- Forest Lake
- Grant
- Hugo
- Lake Elmo
- Lake St. Croix Beach
- Lakeland Shores
- Lakeland
- Landfall
- Mahtomedi
- Marine on St. Croix
- Newport
- Oak Park Heights
- Oakdale
- Pine Springs
- Scandia
- St. Marys Point
- St. Paul Park
- Stillwater
- Willernie
- Woodbury